# Roccapalumba-Alia vasútállomás
Roccapalumba-Alia vasútállomás egy vasútállomás Olaszországban, Szicília régióban, Palermo megyében, Roccapalumba településen. Forgalma alapján az olasz vasútállomás-kategóriák közül az ezüst kategóriába tartozik.

## Vasútvonalak
Az állomást az alábbi vasútvonalak érintik:
- Palermo–Agrigento–Porto Empedocle-vasútvonal
- Caltanissetta-Palermo-vasútvonal